# Carum carvi
Thì là Ba Tư, Carum carvi là một loài thực vật có hoa trong họ Hoa tán. Loài này được L. mô tả khoa học đầu tiên năm 1753.
Là loài bản địa Tây Á, Châu Âu và Bắc Phi.
Cây có hình dáng tương tự các thành viên khác trong họ cà rốt, với những chiếc lá có lông mịn, có phân chia giống như sợi chỉ, mọc cao 20–30 cm (7,9–11,8 in) từ thân. Thân hoa chính cao 40–60 cm (16–24 in), với những bông hoa nhỏ màu trắng hoặc hồng trong những chùm hoa tán. Quả Caraway (được gọi nhầm là hạt) là quả một hạt có hĩnh lưỡi liềm, dài khoảng 2 mm (0,08 in), với năm lằn màu nhạt.

## Hình ảnh

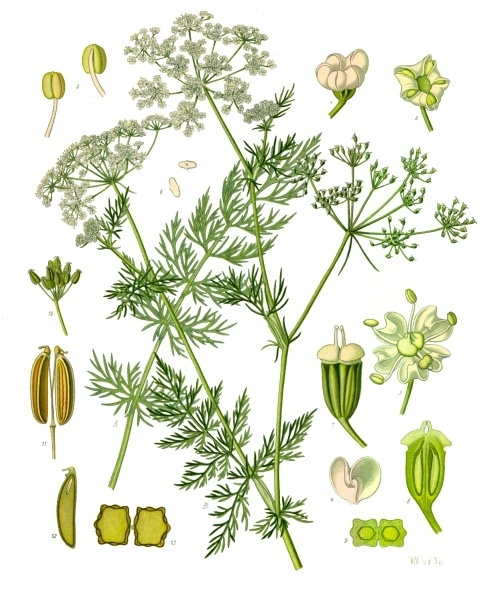
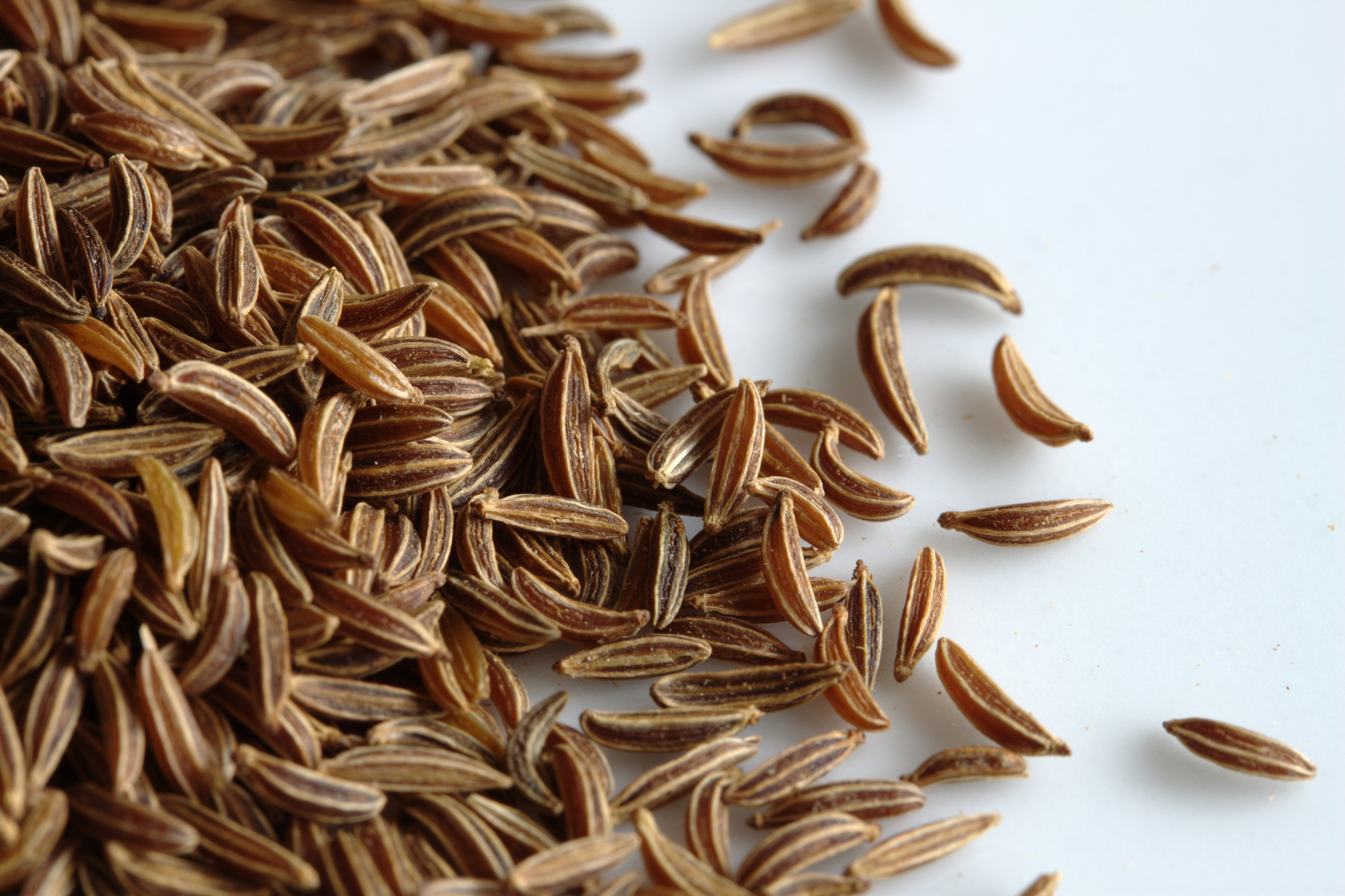
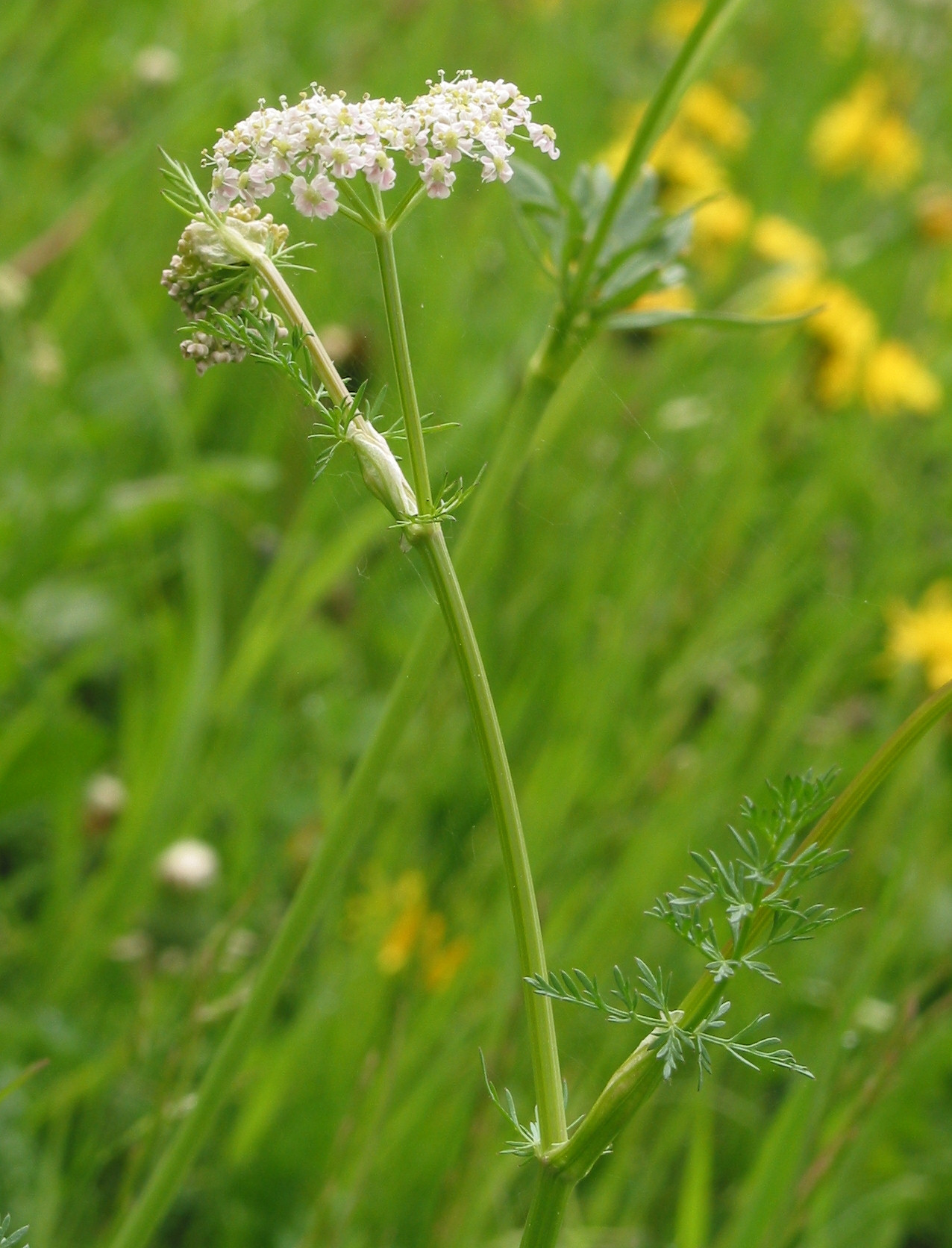
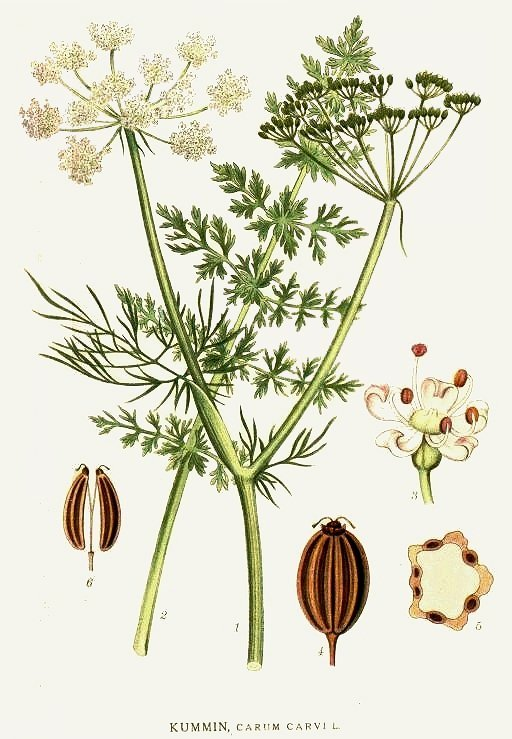